# Conothele baisha
Conothele baisha es una especie de araña migalomorfa del género Conothele, familia Halonoproctidae. Fue descrita científicamente por H. Liu, Xu, Zhang, F. Liu & Li en 2019.
Habita en la provincia insular de Hainan, China. El holotipo hembra mide 10,35 mm.